# Cédric Barbosa
Cédric Barbosa (Aubenas, Francia, 6 de marzo de 1976) es un futbolista francés con ascendencia portuguesa que se desempeña como centrocampista defensivo. Actualmente juega en el Évian Thonon Gaillard, donde es el capitán.

## Clubes
| Club            | País    | Año         | Partidos | Goles |
| Olympique Alès  | Francia | 1994 - 1997 | 29       | 1     |
| Montpellier HSC | Francia | 1997 - 2003 | 147      | 12    |
| Stade Rennais   | Francia | 2003 - 2006 | 51       | 2     |
| Troyes AC       | Francia | 2006        | 30       | 2     |
| FC Metz         | Francia | 2007 - 2009 | 50       | 4     |
| Évian TGFC      | Francia | 2009 -      | 113      | 21    |

- Datos: Q44698
- Multimedia: Cédric Barbosa / Q44698